# Bündnis für Veränderungen

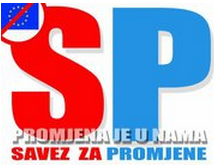
Parteilogo

Bündnis für Veränderungen (kroat.: Savez za promjene, Abkürzung SP) ist eine sich als freiheitlich verstehende Partei aus Kroatien mit Sitz in Zagreb. 
Die Partei wurde nach den sogenannten Facebook-Protesten gegründet, die in vielen Ländern abgehalten wurden und in deren Folge z. B. die langjährige Diktatur in Ägypten gestürzt wurde. In Kroatien fanden Proteste im März und April 2011 statt. Die Partei wollte sich ideologisch nicht der Linken oder der Rechten zuordnen; sie konzentriert sich nach ihrem Selbstverständnis vielmehr auf konkrete ökonomische Probleme, die in Kroatien nach der Unabhängigkeit entstanden sind.
Es bestand eine Verwechslungsgefahr mit der Kukuriku-Koalition, die sich zum Zeitpunkt ihrer Gründung auch Bündnis für Veränderung nannte.

## Parteiprogramm
Die Partei vertritt ein Konzept der persönlichen und ökonomischen Freiheit, unter Betonung der freien Meinungsäußerung, und tritt für Abdeckung des staatlichen Defizits mit kreditfreien Finanzmitteln aus der Kroatischen Nationalbank ein, also Ausweitung der Geldmenge statt Staatsverschuldung. Sie vertritt die Meinung, dass alle kroatischen Bürger die Gelegenheit haben sollten zu arbeiten, zu sparen und zu investieren, sodass sie weitgehend unabhängig von staatlichen Transferleistungen leben können. Sie ist gegen die Einführung von Steuern auf Immobilien, Kapitalgewinnen, Dividenden und Erbschaften.
Sie war gegen den EU-Beitritt Kroatiens und ist gegen die Teilnahme der kroatischen Armee an ausländischen Militäreinsätzen. Sie möchte die Finanzierung der Religionsgemeinschaften aus dem Staatshaushalt beenden und strebt die Abschaffung der Rundfunkgebühr an.
Bündnis für Veränderungen setzt sich ein für:
- Persönliche Rechte und Freiheiten
- Ökonomische Freiheiten
  - Abschaffung der Pflichtmitgliedschaft für Wirtschaftsunternehmen in wirtschaftlichen oder handwerklichen Kammern
  - Abschaffung der Besteuerung von CD-Rohlingen
- Einführung einer expansiven Finanzpolitik mit niedrigeren Zinssätzen
- Ausgleich des staatlichen Defizits mit kreditfreien Finanzmitteln aus der Kroatischen Nationalbank
- Steuersenkungen
- Religionsfreiheit
  - Vollständige Trennung von Staat und Religion
  - Ende der finanziellen Unterstützung von Religionsgemeinschaften aus dem Staatshaushalt
- Abschaffung der Rundfunkgebührenpflicht
- Härtere gesetzliche Strafen für fahrlässige und betrunkene Autofahrer
- Abzug der kroatischen Armee aus allen ausländischen Militäreinsätzen
- Schutz der Umwelt